# Huis te Eerbeek

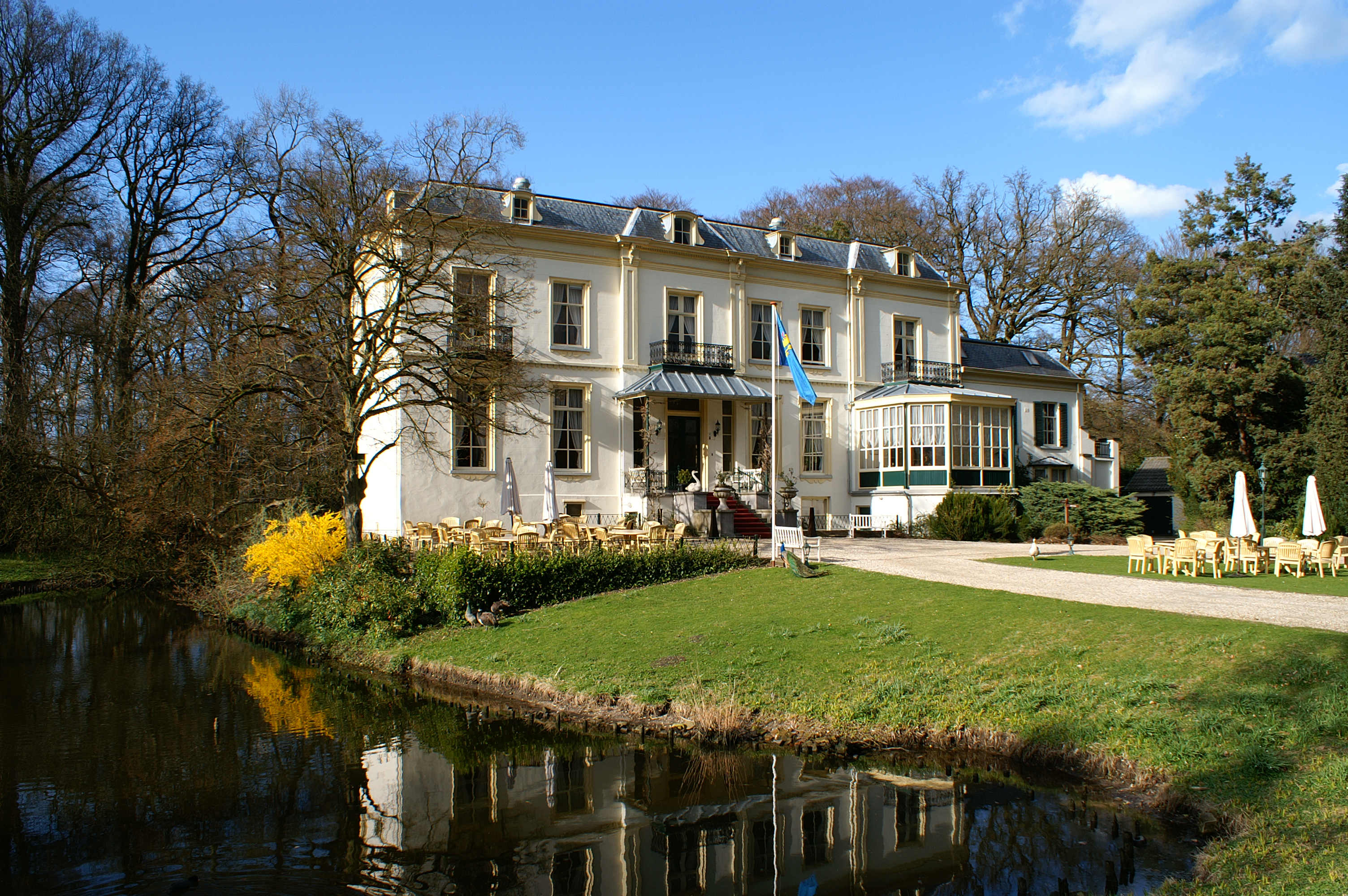
Das Huis te Eerbeek

Das Huis te Eerbeek ist eine Villa aus dem 14. Jahrhundert am nordöstlichen Rand des Dorfes Eerbeek der Gemeinde Brummen in der niederländischen Provinz Gelderland. Es wird heute als Hotel genutzt.

## Geschichte
Ursprünglich war das Gebäude eine dreiflügelige Anlage mit einem umgebenden Graben und wurde von den Herren von Bronckhorst als Jagdschloss genutzt. Weil Joost von Bronckhorst-Batenburg 1553 kinderlos starb, kam das Anwesen an seine Nichte Irmgard von Wisch und deren Ehemann Georg von Limburg-Styrum. Die Familie Limburg-Styrum hatte den Besitz lange gehalten, bis 1658 Otto von Limburg-Styrum wegen hoher Schulden an Goswijn de Buininck verkaufte. Im Jahr 1665 wurde auf Huis te Eerbeek wegen des Englisch-Niederländischen Kriegs ein Kriegsrat abgehalten.
Anfang des 20. Jahrhunderts lebten der deutsch-niederländische Zoologe Max Wilhelm Carl Weber († 1937) und seine Frau die Algologin Anna Weber-van Bosse († 1942) auf Huis te Eerbeek, wo sie ein kleines Laboratorium eingerichtet hatte. Die Webers betrieben die Ländereien, pflegten die Gärten mit exotischen Pflanzen und hielten zeitweise exotische Tiere, wie Paradiesvögel oder einen Kasuar von der Siboga-Expedition.